# 2006年全豪オープン
2006年 全豪オープン（2006ねんぜんごうオープン、Australian Open 2006）は、オーストラリア・メルボルンにある「メルボルン・パーク・ナショナルテニスセンター」にて、2006年1月16日から29日まで開催された。

## シニア

### 男子シングルス
ロジャー・フェデラー def.  マルコス・バグダティス, 5–7, 7–5, 6–0, 6–2
- フェデラーは2年ぶり2度目の優勝。

### 女子シングルス
アメリ・モレスモ def.  ジュスティーヌ・エナン＝アーデン, 6–1, 2–0, 途中棄権
- モレスモはエナンの途中棄権により初の4大大会優勝を果たした。

### 男子ダブルス
ボブ・ブライアン /  マイク・ブライアン def.  リーンダー・パエス /  マルティン・ダム, 4–6, 6–3, 6–4
ブライアン兄弟3年連続決勝進出。グランドスラム3度目・全豪初優勝。

### 女子ダブルス
晏紫 /  鄭潔 def.  リサ・レイモンド /  サマンサ・ストーサー, 4–6, 6–3, 6–4

### 混合ダブルス
マルチナ・ヒンギス /  マヘシュ・ブパシ def.  エレーナ・リホフツェワ /  ダニエル・ネスター, 6–3, 6–3

## ジュニア

### 男子シングルス
アレクサンドレ・シドレンコ def.  ニック・リンダール, 6–3, 7–6(4)

### 女子シングルス
アナスタシア・パブリュチェンコワ def.  キャロライン・ウォズニアッキ, 1–6, 6–2, 6–3

### 男子ダブルス
Błażej Koniusz /  Grzegorz Panfil def.  Kellen Damico /  Nathaniel Schnugg, 7–6(5), 6–3

### 女子ダブルス
シャロン・フィッチマン /  アナスタシア・パブリュチェンコワ def.  アリーゼ・コルネ /  コリーナ・デントニ, 6–2, 6–2